# Гамиях (Кулинский район)
Гамиях (лак. Гьамиящи) — упразднённое село в Кулинском районе Дагестана. На момент упразднения являлось административным центром Гамияхского сельсовета. В 1944 году все население села переселено в село Гамиях Новолакского района.

## Географическое положение
Располаголось в 5 км к западу от районного центра села Вачи, на правом берегу реки Кунних.

## История
До вхождения Дагестана в состав Российской империи селение входило в состав Казикумухского ханства. Затем являлось центром Гамияхского сельского общества Казикумухского наибства Казикумухского округа Дагестанской области. В 1895 году селение состояло из 74 хозяйств. По данным на 1926 год село состояло из 96 хозяйств. В административном отношении входило являлось центром Гамияхского сельсовета Лакского района. В 1930-е годы в селе образован колхоз «Красный чабан». С 1935 года вошло в состав Кулинского района.
В 1944 году, после депортации чеченского населения с Северного Кавказа, все население села (117 хозяйств) было переселено в село Минай-Тугай (современное Гамиях) бывшего Ауховского района.

## Население
| Год       | 1895 | 1908 | 1926 | 1939 | 1944 |
| --------- | ---- | ---- | ---- | ---- | ---- |
| Население | 411  | 360  | 291  | 444  | 498  |

По переписи 1926 года в селе проживал 291 человек (87 мужчин и 204 женщины), из которых: лакцы — 100 %. Кроме того числилось 91 отходников.